# Europawahl in Portugal 1994
- CDU: 3
- PS: 10
- PSD: 9
- PP: 3

Die Europawahl in Portugal 1994 fand am 12. Juni 1994 statt. Sie wurde im Zuge der EU-weit stattfindenden Europawahl 1994 durchgeführt, wobei in Portugal 25 der 567 Sitze im Europäischen Parlament vergeben wurden. Die Wahl erfolgte nach dem Verhältniswahlrecht ohne Sperrklausel, wobei ganz Portugal als einheitlicher Wahlkreis galt.
Wie bei der Europawahl 1989 zogen die gleichen vier Parteien ein: Partido Socialista, Partido Social Democrata, Centro Democrático e Social – Partido Popular und Coligação Democrática Unitária ein. Die beiden größten Parteien, Sozialisten und Sozialdemokraten, gewannen beide relativ gesehen an Stimmen hinzu und kam auf fast das gleiche Ergebnis – auf Kosten der beiden kleinen Parteien. Im Vergleich zur Wahl 1989 verloren jeden alle Partei – absolut gesehen – massiv an Stimmen, auch die Wahlbeteiligung sank von 51,10 auf 35,54 Prozent. Gleichzeitig traten sehr viele neue Kleinparteien an, keine konnte davon jedoch einen Sitz erinngen.
Mit der Vergrößerung des Parlaments auf 567 Abgeordnete gewann auch Portugal einen Sitz von 24 auf 25 Sitze hinzu.

## Wahlergebnisse
| [ 1 ] [ 2 ]       | 1994      | 1994  | 1989      | 1989  | Differenz 1994–1989 | Differenz 1994–1989 |
| [ 1 ] [ 2 ]       | Anzahl    | %     | Anzahl    | %     | Anzahl              | %                   |
| ----------------- | --------- | ----- | --------- | ----- | ------------------- | ------------------- |
| Wahlberechtigte   | 8.565.822 | 100,0 | 8.121.564 | 100,0 |                     |                     |
| Wahlbeteiligung   | 3.044.001 | 35,54 | 4.149.756 | 51,10 |                     |                     |
| Leere Stimmen     | 48.916    | 1,61  | 66.074    | 1,59  |                     |                     |
| Ungültige Stimmen | 45.320    | 1,49  | 61.682    | 1,49  |                     |                     |
| Gültige Stimmen   | 2.949.765 | 96,9  | 4.022.000 | 96,92 |                     |                     |

| Liste     | EP-Fraktion | Stimmen 1994 | Stimmen 1994 | Sitze | Stimmen 1989 | Stimmen 1989 | Sitze | Differenz 1994–1989 | Differenz 1994–1989 | Differenz 1994–1989 |
| Liste     | EP-Fraktion | Anzahl       | %            | Sitze | Anzahl       | %            | Sitze | Stimmen             | %                   | Sitze               |
| --------- | ----------- | ------------ | ------------ | ----- | ------------ | ------------ | ----- | ------------------- | ------------------- | ------------------- |
| PS        | SPE         | 1.061.560    | 34,87        | 10    | 1.184.380    | 28,54        | 8     | −122.820            | +6,33               | +2                  |
| PSD       | ELDR / EVP1 | 1.046.918    | 34,39        | 9     | 1.358.958    | 32,75        | 9     | −312.040            | −1,64               | ±0                  |
| CDS-PP    | EDA         | 379.044      | 12,45        | 3     | 587.497      | 14,16        | 3     | −208.453            | −1,71               | ±0                  |
| CDU       | KOM         | 340.725      | 11,19        | 3     | 597.759      | 14,40        | 4     | −257.034            | −3,21               | –1                  |
| PCTP/MRPP |             | 24.022       | 0,79         | —     | 26.682       | 0,64         | —     | −2.660              | +0,15               | —                   |
| UDP       |             | 18.884       | 0,62         | —     | 45.017       | 1,08         | —     | −26.133             | −0,46               | —                   |
| PSR       |             | 17.780       | 0,58         | —     | 31.775       | 0,77         | —     | −13.995             | −0,19               | —                   |
| MPT       |             | 12.955       | 0,43         | —     | —            | —            | —     | —                   | —                   | —                   |
| P XXI     |             | 12.402       | 0,41         | —     | —            | —            | —     | —                   | —                   | —                   |
| PSN       |             | 11.214       | 0,37         | —     | —            | —            | —     | —                   | —                   | —                   |
| PPM       |             | 8.300        | 0,27         | —     | 84.272       | 2,03         | —     | −75.972             | −1,76               | —                   |
| PDA       |             | 7.127        | 0,23         | —     | —            | —            | —     | —                   | —                   | —                   |
| PRD       |             | 5.941        | 0,20         | —     | —            | —            | —     | –—                  | —                   | —                   |
| MUT       |             | 2.893        | 0,10         | —     | —            | —            | —     | —                   | —                   | —                   |

1 Von den neun Abgeordneten der PSD traten acht in die Liberale und Demokratische Fraktion (ELDR) und ein Abgeordneter in die Fraktion der Europäischen Volkspartei (EVP) ein.

## Gewählte Abgeordnete

### Partido Socialista
- António Manuel de Carvalho Ferreira Vitorino
- João Barroso Soares
- Fernando Luís de Almeida Torres Marinho
- José Manuel Torres Couto
- José Aurélio da Silva Barros Moura
- Carlos Cardoso Lage
- António Carlos Ribeiro Campos
- Helena de Melo Torres Marques
- José Apolinário Nunes Portada
- Fernando Ribeiro Moniz

### Partido Social Democrata
- Eurico Silva Teixeira de Melo
- António d’Orey Capucho
- Arlindo Marques Cunha
- Francisco António Lucas Pires
- Carlos Alberto Martins Pimenta
- Manuel Carlos Lopes Porto
- Helena Maria da Costa de Sousa de Macedo Gentil Vaz da Silva
- Carlos Henrique da Costa Neves
- Jorge Nélio Praxedes Ferraz de Mendonça

### Centro Democrático e Social – Partido Popular
- Manuel Fernando da Silva Monteiro
- Raul Miguel de Oliveira Rosado Fernandes
- José Girão Pereira

### Coligação Unitária Democrática
Vom Wahlbündnis Coligação Unitária Democrática sind alle drei Abgeordnete für die PCP gewählt worden.
- Luís Manuel da Silva Viana de Sá
- Joaquim António Miranda da Silva
- Sérgio José Ferreira Ribeiro